# 이솝의 붓
《이솝의 붓》은 1996년 발매된 부활의 두 번째 편집 음반이다. 보컬로는 김재희와 박완규가 참여하였다.

## 수록곡
| #   | 제목                                               | 작사·작곡 | 노래           | 재생 시간 |
| --- | -------------------------------------------------- | --------- | -------------- | --------- |
| 1.  | 〈사랑할 수록〉 (기억상실, 1993)                   | 김태원    | 김재희         | 4:39      |
| 2.  | 〈기억이 부르는 날에〉 (잡념에 관하여, 1995)       | 김태원    | 김재희         | 4:12      |
| 3.  | 〈비와 당신의 이야기〉 (Rock will Never Die, 1986) | 김태원    | 이승철, 김태원 | 5:58      |
| 4.  | 〈슬픈 사슴〉 (Remember, 1987)                     | 김태원    | 이승철         | 4:21      |
| 5.  | 〈회상 I〉 (Remember, 1987)                        | 김태원    | 이승철         | 4:24      |
| 6.  | 〈회상 III〉 (Remember, 1987)                      | 김태원    | 김태원         | 5:48      |
| 7.  | 〈소나기〉 (기억상실, 1993)                        | 김태원    | 박완규         | 5:47      |
| 8.  | 〈시쓰는 시인의 시〉 (잡념에 관하여, 1995)         | 김태원    | 김태원         | 3:45      |
| 9.  | 〈드나드는 그리움〉 (잡념에 관하여, 1995)          | 김태원    | 김재희         | 4:10      |
| 10. | 〈희야〉 (Rock will Never Die, 1986)               | 양홍섭    | 이승철         | 5:30      |

- 3집 《기억상실》에 수록되었던 곡은 김재기 추모의 의미로 각각 김재희와 박완규가 다시 불렀다.